# Heilige Lans (Ejmiatsin)

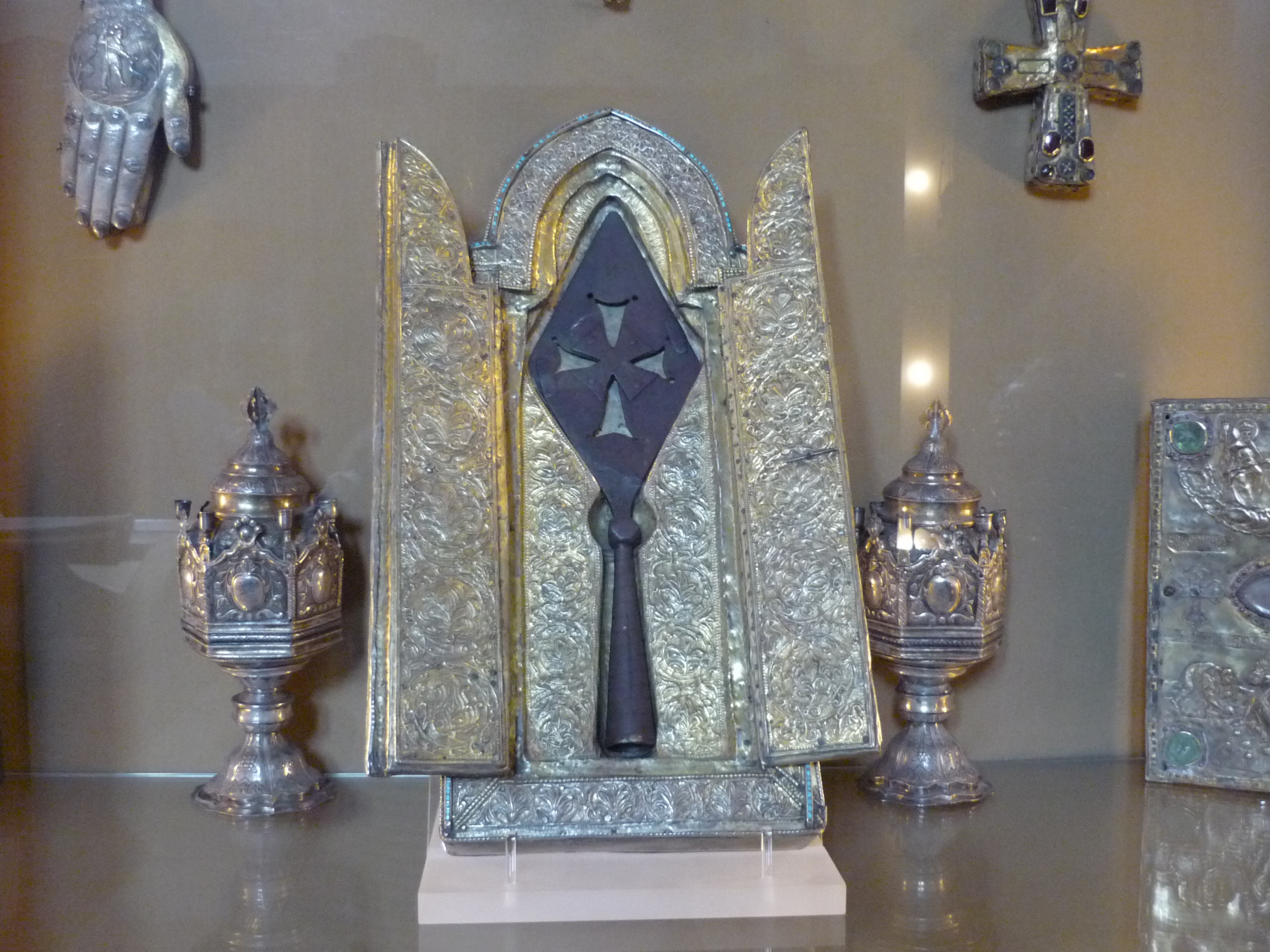
De Heilige Lans in Ejmiatsin

De Heilige Lans van Ejmiatsin zou de lans zijn geweest waarmee de heilige Longinus de zijde van Christus doorboorde na diens dood. Andere lansen van Longinus zijn opgedoken in Rome, Parijs, Krakow en Wenen.
Het gaat dan ook in Ejmiatsin waarschijnlijk om een totaal ander reliek dat te maken heeft met een typisch middeleeuws wonder. Het gaat om een vaandelbekroning (en dus niet om een echte lans) waarmee een groep Joden een crucifix zouden hebben vernield, dat daarop zou hebben gebloed. Dit soort verhalen werd weleens als excuus voor Jodenvervolgingen gebruikt, bijvoorbeeld het sacramentswonder van Brussel.
De Armeense Kerk verwerpt dit verhaal en gelooft dat de lans de echte longinuslans is.
Het zou ook deze "heilige lans" zijn geweest die in 1098 onder mysterieuze omstandigheden door Peter Bartholomeus in Antiochië werd ontdekt.